# Kleinebersdorf (Thüringen)

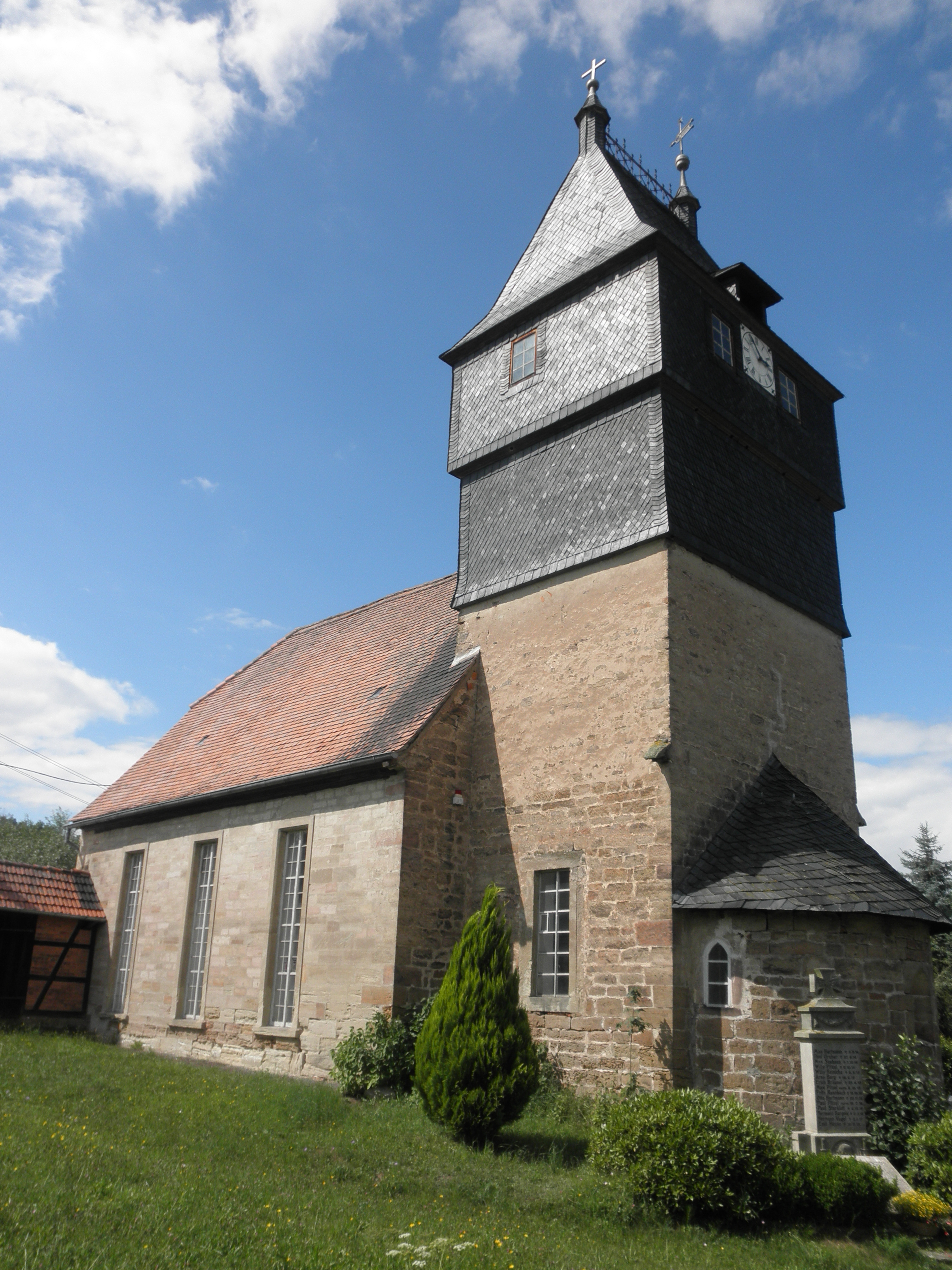
Kirche in Kleinebersdorf

Kleinebersdorf ist eine Gemeinde im Südosten des thüringischen Saale-Holzland-Kreises und Teil der Verwaltungsgemeinschaft Hügelland/Täler.

## Geografie
Die Gemeinde liegt am südlichen Rande des Thüringer Holzlandes etwa 20 km südwestlich von Gera. Östlich von Kleinebersdorf verläuft die Bundesautobahn 9 mit der rund 10 km entfernten Anschlussstelle Hermsdorf-Süd und der rund 3 km (seit April 2009 neu eröffnet) entfernten Anschlussstelle Lederhose.
Der Ort wird von der Roda durchflossen, was zu gelegentlichen Überschwemmungen führte. So beispielsweise 1969. Um diese möglichst zu vermeiden, wurde seit 1972 das Bachufer mit einem Kostenaufwand von 750.000 Mark befestigt und das Bachbett vertieft. Das zahlte sich beim Hochwasser 2001 aus, als der Bach zwar erheblich anschwoll, jedoch kaum über die Ufer in der Ortslage trat.

## Geschichte
Gegründet wurde Kleinebersdorf um 1100 von Siedlern aus Mainfranken. Die erste urkundliche Erwähnung des Ortes als „Eberhardisdorf“ erfolgte 1349/50 in einem Lehnbuch.
1905 eröffnete in der Holzlandgemeinde eine Molkerei, die bis zu ihrer Schließung aus Rentabilitätsgründen im Jahre 1992 den wichtigsten Wirtschaftsbetrieb in der Gemeinde darstellte. Aufgrund zu geringer Auslastung musste auch der seit 1939 bestehende Kindergarten seinen Betrieb beenden. Die Linden, die das Ortsbild über Jahrzehnte beeinflusst hatten, fielen größtenteils einem Sturm im Juli 2002 zum Opfer. Heute sind noch einige Betriebe des lokalen Handwerks vorhanden.

## Dorfkirche
Die Dorfkirche Kleinebersdorf ist eine im Kern romanische Chorturmkirche, die in der Barockzeit umgebaut wurde.

## Partnergemeinden
- Westgartshausen